# Viridictyna kikkawai
Viridictyna kikkawai là một loài nhện trong họ Dictynidae.
Loài này thuộc chi Viridictyna. Viridictyna kikkawai được Raymond Robert Forster miêu tả năm 1970.